# Cooperstown, Pennsylvania
Cooperstown är en kommun av typen borough i Venango County i Pennsylvania. Vid 2010 års folkräkning hade Cooperstown 460 invånare.